# Sale City
Sale City – miasto w Stanach Zjednoczonych, w stanie Georgia, w hrabstwie Mitchell.